# Calymmien
Stratigraphie
Stathérien Ectasien
Paléoprotérozoïque
Paléogéographie et climat
Le Calymmien est la première période du Mésoprotérozoïque. Il s’étend de -1 600 Ma à -1 400 Ma.
Le super-continent Columbia a commencé à se fragmenter au milieu du Calymmien.

## Étymologie
Son nom vient du grec ancien calymma, « tapis, couverture », par allusion à l’expansion des plates-formes sédimentaires existantes, et aux dépôts sédimentaires sur les cratons récemment constitués.